# Francesco Bellomo
Francesco Bellomo (Agrigento, 1963) è un produttore teatrale e attore italiano.

## Teatro
- Fuori di chiava, di Renato Stanisci, regia di Gino Zampieri, con Ciccio Ingrassia e Luigi Diberti (1990)
- Amori senza amore, di Luigi Pirandello, regia di Francesco Bellomo, con Monica Guerritore e Walter Maestosi (1990)
- All'ombra dell'ulivo saraceno, di Luigi Pirandello, regia di Francesco Bellomo, con Pino Micol, Gabriella Bove e Michele Placido (1991)
- Agro di limone, di Luigi Pirandello e Ettore Petrolini, regia di Mario Moretti, con Enzo Cerusico e Zoe Incrocci (1991)
- Perché amicissimi la morte addosso, di Luigi Pirandello, regia di Enrico Protti, con Michele Placido, Nino Bellomo e Luigi Tani (1992)
- Appuntamento d'amore, di Aldo De Benedetti, regia di Pino Passalacqua, con Massimo Bonetti e Barbara D'Urso (1992)
- Il caffè della stazione, di Luigi Pirandello, regia di Michele Placido, con Michele Placido e Simonetta Stefanelli (1993)
- Pensaci, Giacomino!, di Luigi Pirandello, regia di Luigi Tani, con Nino Bellomo, Selvaggia Lucarelli, Francesca Milani e Donato Placido (1993)
- Aulularia, di Tito Maccio Plauto, regia di Renato Giordano, con Arnoldo Foà, Orso Maria Guerrini, Joseph Scarlata e Priscilla Antonucci (1994)
- Uomini/donne 3-1, di Federico Moccia, regia di Federico Moccia, con Fabrizio Bracconeri, Nathalie Caldonazzo e Fabrizio Cerusico (1994)
- Io e mia figlia, di Françoise Dorin, regia di Renato Giordano, con Michele Placido, Isa Barzizza e Claudia Pandolfi (1995)
- Uno sguardo dal ponte, di Arthur Miller, regia di Teodoro Cassano, con Michele Placido, Guja Jelo, Ettore Bassi, Gaetano Aronica e Manuel de Teffè (1995)
- Non credo che esistano uomini come Clark Gable, di Luca De Bei, regia di Manuel de Teffè, con Francesca Antonelli, Eleonora Pariante e Anton Alexander (1996)
- La bisbetica domata, di William Shakespeare, regia di Manuel de Teffè, con Elisabetta Gardini, Stefano Santospago, Manuela Arcuri e Cesare Gelli (1996)
- Notturno di donna con ospiti, di Annibale Ruccello, regia di Enrico Maria Lamanna, con Giuliana De Sio, Rino Marcelli e Alessio Di Clemente (1996)
- Butte nuove, bella mia, regia di Fernando Balestra, con Eleonora Brigliadori e Enzo Saturni (1996)
- Il Decamerone, di Giovanni Boccaccio, regia di Renato Giordano, con Maria Teresa Ruta, Gianpiero Fortebraccio e Angelica Russo (1997)
- Fiori d'acciaio di Robert Harling, regia di Teodoro Cassano, con Anna Mazzamauro, Cristina Borgogni e Luciana Turina (1997)
- I fiori dell'amore e del male, di Charles Baudelaire e Paul Verlaine, regia di Gino Zampieri, con Andrea Jonasson e Gino Zampieri (1997)
- Cuori scoppiati, di Renato Giordano, con Roberto Posse e Francesca Nunzi (1998)
- Pallottole su Broadway, di Woody Allen, regia di Enrico Maria Lamanna, con Giuseppe Pambieri, Lia Tanzi, Antonio Conte e Gianni Ferreri (1998)
- La bisbetica domata, di William Shakespeare, regia di Gigi Dall'Aglio, con Michele Placido, Elisabetta Pozzi e Monica Piccinini (1998)
- Venice California, di Renato Giordano, regia di Renato Giordano, con Livia Bonifazi e Alessio Di Clemente (1999)
- Un mandarino per Teo, di Garinei e Giovannini, regia di Gino Landi, con Maurizio Micheli, Enzo Garinei e Aurora Banfi, coreografie di Gino Landi (1999)
- Beffe della vita e della morte, di Luigi Pirandello, regia di Renato Giordano, con Michele Placido e Nino Bellomo (1999)
- Anni '60... quasi '70, di Renato Giordano, regia di Renato Giordano, con Jerry Calà, Francesco Bellomo, Manuela Arcuri e Giovanni Vannini (2000)
- Nei panni di una bionda, di George Axelrod, regia di Gino Zampieri, con Alba Parietti, Franco Oppini e Giovanni Zola (2000)
- Follia d'amore, di Didier Van Cauwelaert, regia di Renato Giordano, con Eleonora Brigliadori, Andy Luotto e Roberto Posse (2000)
- La strana coppia, di Neil Simon, regia di Gino Zampieri, con Anna Mazzamauro, Maria Paiato, Selvaggia Lucarelli e Enzo Garramone (2001)
- La partitella, di Giuseppe Manfridi, con Carmine Buschini, Daniele Locci e Lorenzo Parrotto (2018)

## Filmografia

### Regista
- Non tutto è perduto (2021)
- Polvere– cortometraggio (2018)

### Attore
- Don Matteo – serie TV (2004)
- Il giudice ragazzino (1994)
- Giovanni Falcone (1993)

## Programmi TV
- Festival di Sanremo, realizzazione balletto Pinocchio, con Valdimir Derevianko, Gabriella Bove, coreografie di Franco Miseria (1991)
- Canzoniere dell'estate, produzione balletti Afrodite, Mata Hari, Valentina, con Marco Pierin, Gabriella Bove, coreografie di Franco Miseria (1992)
- L'uomo dal fiore in bocca, con Michele Placido, Nino Bellomo, regia di Marco Bellocchio (1994)
- Uno sguardo dal ponte, di Arthur Miller, con Michele Placido, regia di Luciano Odorisio (1996)
- Millennium, balletti, coreografie di Roberto Croce (2000)